# Jason Donovan

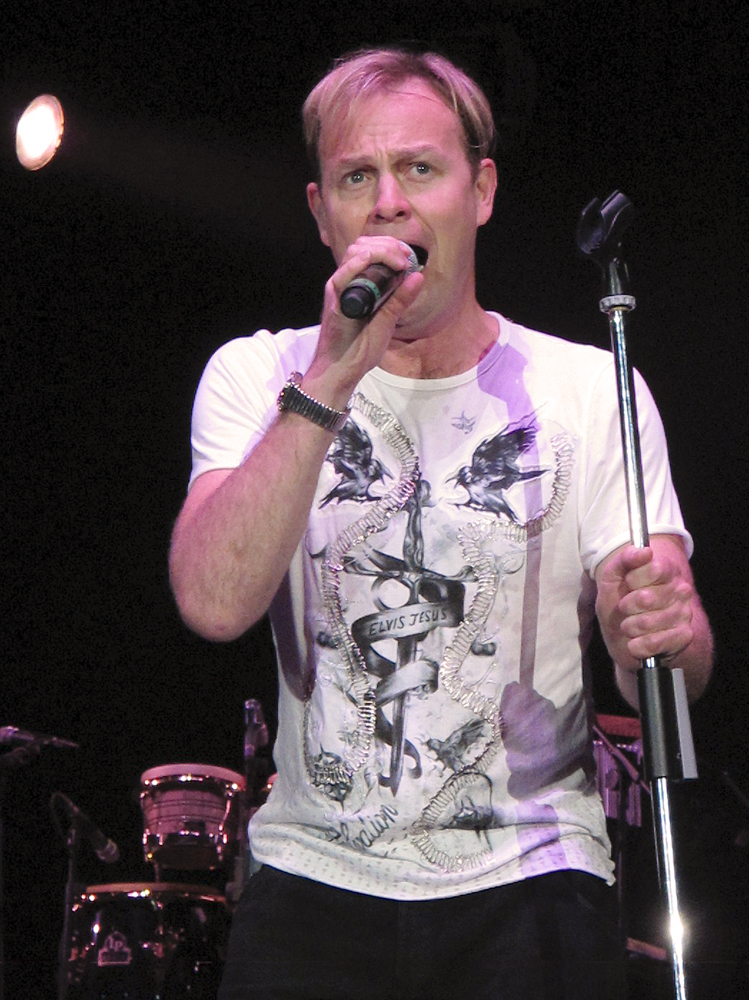
Jason Donovan (2011)

Jason Donovan (* 1. Juni 1968 in Malvern, Melbourne) ist ein australischer Sänger und Schauspieler. Er wurde Ende der 1980er-Jahre durch die australische Fernsehserie Nachbarn bekannt und begann daraufhin eine Karriere als Popsänger, die ihn mit Liedern wie Especially for You (im Duett mit Kylie Minogue) oder Sealed with a Kiss zum internationalen Teenager-Star machte.

## Biografie
An der Seite von unter anderem Kylie Minogue und Natalie Imbruglia spielte er in den späten 1980er Jahren die Rolle des Scott Robinson in der australischen Seifenoper Nachbarn (Neighbours). Dadurch erlangte er die Aufmerksamkeit des erfolgreichen Produzententrios Stock Aitken Waterman, das ihn engagierte und zu einem erfolgreichen Popstar machte. Zusammen mit Minogue nahm er den Welthit Especially for You auf. Die darauf folgenden Stock-Aitken-Waterman-Produktionen waren alle erfolgreich und erreichten vor allem in Großbritannien und Australien Spitzenpositionen: Zwischen Mitte 1988 und Sommer 1991 veröffentlichte Donovan 14 Hitsingles. In Deutschland waren vor allem Especially for You, Sealed with a Kiss und Too Many Broken Hearts aus dem Jahr 1989 erfolgreich.
Ende der 1980er Jahre war Donovan der erfolgreichste Sänger in Europa, landete mehrere Nummer-eins-Hits in den UK-Charts und fünf Nummer-eins-Hits in Folge in Irland.
Nachdem er Stock Aitken Waterman verlassen hatte, spielte Donovan die Hauptrolle im Musical Joseph and the Amazing Technicolor Dreamcoat und erreichte mit dem daraus stammenden Lied Any Dream Will Do zum letzten Mal die Spitzenposition in den UK-Charts. 1998 spielte er die Rolle des Frank’n’Furter in der Rocky Horror Show, zunächst in Perth und anschließend in London. Musikalisch wurde es ab 1993 stiller um ihn. Vor allem Drogenprobleme und ein Prozess gegen die Zeitschrift The Face wegen seiner angeblichen Homosexualität machten Schlagzeilen.
Eine Filmrolle in dem britischen Thriller Sorted folgte. Zur gleichen Zeit wurde die Beziehung zu Angela Malloch öffentlich, mit der er bereits während der Zeit der Rocky Horror Show liiert war. Sie erwarteten ihr gemeinsames Baby. Ihre Tochter Jemma kam 2000 zur Welt, ein Jahr später ihr gemeinsamer Sohn Zac. 2008 heiratete das Paar, 2011 kam Tochter Molly zur Welt.
Weitere Filmrollen folgten, u. a. in Ned und Loot. Zurück in Melbourne spielte er des Weiteren in der australischen ABC-Arztserie MDA („Medical Defences Australia“). 2004 und 2005 kehrte Jason nach Jahren an das London Palladium zurück. Er spielte die Hauptrolle des Caractacus Potts in dem Familienmusical Chitty Chitty Bang Bang. 2006 tourte Jason mit dem Musical Sweeney Todd quer durch Großbritannien, bevor er im Sommer in Melbourne in dem Drama Festen („Das Fest“) des englischen Dramatikers David Eldridge auf der Bühne stand. Am Jahresende war er einer der Kandidaten der britischen Fernsehshow I’m a Celebrity…Get Me Out of Here!, bei der er den dritten Platz belegte.
Im Mai 2007 war Donovan erfolgreich mit seiner All the Hits and More Tour in Großbritannien unterwegs. Im Monat darauf veröffentlichte er seine neue Single Share My World. Im Sommer stand er für die Serie Echo Beach in Cornwall vor der Kamera, die im Frühjahr 2008 im britischen Fernsehen auf ITV gezeigt wurde. Am 1. Oktober 2007 veröffentlichte er seine Autobiografie, in der er offen über seine Jugendliebe zu Kylie Minogue berichtete, wie auch über seinen Prozess 1992 gegen das Magazin „Face“ und seine Drogenexzesse in den 1990er Jahren.
Seit dem 6. April 2008 moderiert er wöchentlich die Radiosendung Sunday Nights, die auf vielen örtlichen Frequenzen in Großbritannien ausgestrahlt wird. Seit März 2009 spielt er die Rolle des Tick in dem Musical Priscilla Queen of the Desert im Palace Theatre in London. Das Musical basiert auf dem australischen Film Priscilla – Königin der Wüste aus dem Jahr 1994.
2011 tourte Donovan mit Jeff Wayne und anderen Darstellern für die Liveshow Jeff Wayne’s Musical Version of the War of the Worlds – Alive on Stage durch England, wo er die Rolle des Artilleristen übernahm.
2012–2013 beteiligte er sich erneut bei der Musicalaufführung in England und Europa, spielte diesmal aber die Rolle des Parson Nathaniel. Im September 2018 standen Kylie Minogue und Jason Donovan in London wieder gemeinsam auf der Bühne.

## Diskografie

### Studioalben
| Jahr | Titel Musiklabel                               | Höchstplatzierung, Gesamtwochen, AuszeichnungChartplatzierungen (Jahr, Titel, Musiklabel, Platzierungen, Wochen, Auszeichnungen, Anmerkungen) | Höchstplatzierung, Gesamtwochen, AuszeichnungChartplatzierungen (Jahr, Titel, Musiklabel, Platzierungen, Wochen, Auszeichnungen, Anmerkungen) | Höchstplatzierung, Gesamtwochen, AuszeichnungChartplatzierungen (Jahr, Titel, Musiklabel, Platzierungen, Wochen, Auszeichnungen, Anmerkungen) | Höchstplatzierung, Gesamtwochen, AuszeichnungChartplatzierungen (Jahr, Titel, Musiklabel, Platzierungen, Wochen, Auszeichnungen, Anmerkungen) | Höchstplatzierung, Gesamtwochen, AuszeichnungChartplatzierungen (Jahr, Titel, Musiklabel, Platzierungen, Wochen, Auszeichnungen, Anmerkungen) | Anmerkungen |
| Jahr | Titel Musiklabel                               | DE | AT | CH | UK | AU | Anmerkungen |
| ---- | ---------------------------------------------- | --- | --- | --- | --- | --- | --- |
| 1989 | Ten Good Reasons PWL Records                   | DE3 Gold · (30 Wo.)DE | AT20 (11 Wo.)AT | CH20 Gold · (7 Wo.)CH | UK1 ×5Fünffachplatin · (54 Wo.)UK | AU5 (15 Wo.)AU | Erstveröffentlichung: 1. Mai 1989 Produzenten: Stock Aitken Waterman                                             |
| 1990 | Between the Lines PWL Records                  | DE52 (7 Wo.)DE | AT18 (9 Wo.)AT | CH37 (1 Wo.)CH | UK2 Platin · (26 Wo.)UK | — | Erstveröffentlichung: 28. Mai 1990 Produzenten: Stock Aitken Waterman                                            |
| 1993 | All Around the World Polydor                   | — | — | — | UK27 (2 Wo.)UK | — | Erstveröffentlichung: 30. August 1993 Produzenten: Paul Staveley O’Duffy, Phil Thornalley, Stock Aitken Waterman |
| 2008 | Let It Be Me Decca Records, Universal Music TV | — | — | — | UK28 (3 Wo.)UK | — | Erstveröffentlichung: 10. November 2008 Produzenten: Brian Rawling, Paul Meehan                                  |
| 2010 | Soundtrack of the 80s Universal Music TV       | — | — | — | UK20 (2 Wo.)UK | — | Erstveröffentlichung: 11. Oktober 2010 Produzenten: Brian Rawling, Paul Meehan                                   |
| 2012 | Sign of Your Love Polydor                      | — | — | — | UK36 (1 Wo.)UK | — | Erstveröffentlichung: 12. März 2012                                                                              |

### Musicalalben
| Jahr | Titel Musiklabel                                     | Höchstplatzierung, Gesamtwochen, AuszeichnungChartplatzierungen (Jahr, Titel, Musiklabel, Platzierungen, Wochen, Auszeichnungen, Anmerkungen) | Höchstplatzierung, Gesamtwochen, AuszeichnungChartplatzierungen (Jahr, Titel, Musiklabel, Platzierungen, Wochen, Auszeichnungen, Anmerkungen) | Höchstplatzierung, Gesamtwochen, AuszeichnungChartplatzierungen (Jahr, Titel, Musiklabel, Platzierungen, Wochen, Auszeichnungen, Anmerkungen) | Höchstplatzierung, Gesamtwochen, AuszeichnungChartplatzierungen (Jahr, Titel, Musiklabel, Platzierungen, Wochen, Auszeichnungen, Anmerkungen) | Höchstplatzierung, Gesamtwochen, AuszeichnungChartplatzierungen (Jahr, Titel, Musiklabel, Platzierungen, Wochen, Auszeichnungen, Anmerkungen) | Anmerkungen |
| Jahr | Titel Musiklabel                                     | DE | AT | CH | UK | AU | Anmerkungen |
| ---- | ---------------------------------------------------- | --- | --- | --- | --- | --- | --- |
| 1991 | Joseph and the Amazing Technicolor Dreamcoat Polydor | — | — | — | UK1 Platin · (18 Wo.)UK | — | Erstveröffentlichung: 19. August 1991 Andrew Lloyd Webber und Tim Rice starring Jason Donovan (The Original London Cast) |

Weitere Musicalalben
- 1998: The New Rocky Horror Show 25 Years Young (mit Richard O’Brien und diversen Interpreten; Damn It Janet Records)

### Kompilationen
| Jahr | Titel Musiklabel          | Höchstplatzierung, Gesamtwochen, AuszeichnungChartplatzierungen (Jahr, Titel, Musiklabel, Platzierungen, Wochen, Auszeichnungen, Anmerkungen) | Höchstplatzierung, Gesamtwochen, AuszeichnungChartplatzierungen (Jahr, Titel, Musiklabel, Platzierungen, Wochen, Auszeichnungen, Anmerkungen) | Höchstplatzierung, Gesamtwochen, AuszeichnungChartplatzierungen (Jahr, Titel, Musiklabel, Platzierungen, Wochen, Auszeichnungen, Anmerkungen) | Höchstplatzierung, Gesamtwochen, AuszeichnungChartplatzierungen (Jahr, Titel, Musiklabel, Platzierungen, Wochen, Auszeichnungen, Anmerkungen) | Höchstplatzierung, Gesamtwochen, AuszeichnungChartplatzierungen (Jahr, Titel, Musiklabel, Platzierungen, Wochen, Auszeichnungen, Anmerkungen) | Anmerkungen                              |
| Jahr | Titel Musiklabel          | DE | AT | CH | UK | AU | Anmerkungen                              |
| ---- | ------------------------- | --- | --- | --- | --- | --- | ---------------------------------------- |
| 1991 | Greatest Hits PWL Records | — | AT30 (10 Wo.)AT | — | UK9 (17 Wo.)UK | — | Erstveröffentlichung: 16. September 1991 |
| 2006 | Greatest Hits EMI         | — | — | — | UK80 (2 Wo.)UK | — | Erstveröffentlichung: 4. Dezember 2006   |

Weitere Kompilationen
- 1991: Jason Donovan
- 1999: The Very Best of Jason Donovan

### Singles
| Jahr | Titel Album                                                    | Höchstplatzierung, Gesamtwochen, AuszeichnungChartplatzierungen (Jahr, Titel, Album, Platzierungen, Wochen, Auszeichnungen, Anmerkungen) | Höchstplatzierung, Gesamtwochen, AuszeichnungChartplatzierungen (Jahr, Titel, Album, Platzierungen, Wochen, Auszeichnungen, Anmerkungen) | Höchstplatzierung, Gesamtwochen, AuszeichnungChartplatzierungen (Jahr, Titel, Album, Platzierungen, Wochen, Auszeichnungen, Anmerkungen) | Höchstplatzierung, Gesamtwochen, AuszeichnungChartplatzierungen (Jahr, Titel, Album, Platzierungen, Wochen, Auszeichnungen, Anmerkungen) | Höchstplatzierung, Gesamtwochen, AuszeichnungChartplatzierungen (Jahr, Titel, Album, Platzierungen, Wochen, Auszeichnungen, Anmerkungen) | Anmerkungen |
| Jahr | Titel Album                                                    | DE | AT | CH | UK | AU | Anmerkungen |
| ---- | -------------------------------------------------------------- | --- | --- | --- | --- | --- | --- |
| 1988 | Nothing Can Divide Us Ten Good Reasons                         | — | — | — | UK5 Silber · (12 Wo.)UK | AU3 Gold · (15 Wo.)AU | Autoren: Stock Aitken Waterman |
| 1988 | Especially for You Ten Good Reasons                            | DE10 (16 Wo.)DE | AT12 (10 Wo.)AT | CH2 (15 Wo.)CH | UK1 Platin · (14 Wo.)UK | AU2 Gold · (16 Wo.)AU | Erstveröffentlichung: 28. November 1988 mit Kylie Minogue Autoren: Stock Aitken Waterman                                          |
| 1989 | Too Many Broken Hearts Ten Good Reasons                        | DE16 (17 Wo.)DE | — | CH27 (3 Wo.)CH | UK1 Gold · (13 Wo.)UK | AU7 Gold · (10 Wo.)AU | Erstveröffentlichung: 20. Februar 1989 Autoren: Stock Aitken Waterman                                                             |
| 1989 | Sealed with a Kiss Ten Good Reasons                            | DE4 (18 Wo.)DE | AT5 (14 Wo.)AT | CH7 (11 Wo.)CH | UK1 (10 Wo.)UK | AU8 (9 Wo.)AU | Erstveröffentlichung: 29. Mai 1989 Autoren: Gary Geld, Peter Udell Original: The Four Voices, 1960                                |
| 1989 | Every Day (I Love You More) Ten Good Reasons                   | DE19 (21 Wo.)DE | — | — | UK2 (10 Wo.)UK | AU43 (3 Wo.)AU | Erstveröffentlichung: 28. August 1989 Autoren: Stock Aitken Waterman                                                              |
| 1989 | When You Come Back to Me Between the Lines                     | DE36 (20 Wo.)DE | — | — | UK2 Gold · (11 Wo.)UK | AU40 (5 Wo.)AU | Erstveröffentlichung: 27. November 1989 Autoren: Stock Aitken Waterman                                                            |
| 1990 | Hang On to Your Love Between the Lines                         | DE51 (13 Wo.)DE | — | — | UK8 (7 Wo.)UK | — | Erstveröffentlichung: 26. März 1990 Autoren: Stock Aitken Waterman                                                                |
| 1990 | Another Night Between the Lines                                | DE52 (12 Wo.)DE | — | — | UK18 (5 Wo.)UK | — | Erstveröffentlichung: 18. Juni 1990 Autoren: Stock Aitken Waterman                                                                |
| 1990 | Rhythm of the Rain Between the Lines                           | DE38 (23 Wo.)DE | — | — | UK9 (6 Wo.)UK | AU44 (1 Wo.)AU | Erstveröffentlichung: 20. August 1990 Autor: John Claude Gummoe Original: The Cascades, 1962                                      |
| 1990 | I’m Doing Fine Between the Lines                               | DE60 (10 Wo.)DE | — | — | UK22 (6 Wo.)UK | — | Erstveröffentlichung: 15. Oktober 1990 Autoren: Stock Aitken Waterman                                                             |
| 1991 | R. S. V. P. Greatest Hits                                      | DE66 (9 Wo.)DE | — | — | UK17 (5 Wo.)UK | — | Erstveröffentlichung: 6. Mai 1991 Autoren: Stock Aitken Waterman                                                                  |
| 1991 | Any Dream Will Do Joseph and the Amazing Technicolor Dreamcoat | DE55 (9 Wo.)DE | AT3 Gold · (27 Wo.)AT | — | UK1 Gold · (12 Wo.)UK | — | Erstveröffentlichung: 10. Juni 1991 Autoren: Andrew Lloyd Webber, Tim Rice Original: Gary Bond, 1974                              |
| 1991 | Happy Together Greatest Hits                                   | DE53 (12 Wo.)DE | — | — | UK10 (6 Wo.)UK | — | Erstveröffentlichung: 12. August 1991 Autoren: Garry Bonner, Alan Gordon Original: The Turtles, 1967                              |
| 1991 | The Joseph Mega-Remix –                                        | — | — | — | UK13 (8 Wo.)UK | — | Erstveröffentlichung: 25. November 1991 mit The Original London Cast of Joseph feat. David Easter, Johnny Amobi und Linzi Hateley |
| 1992 | Mission of Love All Around the World                           | — | — | — | UK26 (4 Wo.)UK | — | Erstveröffentlichung: 6. Juli 1992 Autoren: George McFarlane, Jason Donovan, Peter Crosbie, Raymond St. John                      |
| 1992 | As Time Goes By All Around the World                           | — | — | — | UK26 (6 Wo.)UK | — | Erstveröffentlichung: 16. November 1992 Autor: Herman Hupfeld Original: Frances Williams, 1931                                    |
| 1993 | All Around the World                                           | — | — | — | UK41 (3 Wo.)UK | — | Erstveröffentlichung: 26. Juli 1993 Autor: Nik Kershaw                                                                            |

Weitere Singles
- 1993: Angel
- 2008: Dreamboats and Petticoats
- 2012: Make Love

## Auszeichnungen für Musikverkäufe
| Silberne Schallplatte - Frankreich - 1989: für die Single Too Many Broken Hearts Goldene Schallplatte - Hongkong - 1990: für das Album Ten Good Reasons - Spanien - 1989: für das Album Ten Good Reasons - 1990: für das Album Between the Lines | Platin-Schallplatte - Finnland - 1989: für das Album Ten Good Reasons - Neuseeland - 1990: für das Album Ten Good Reasons |

Anmerkung: Auszeichnungen in Ländern aus den Charttabellen bzw. Chartboxen sind in ebendiesen zu finden.
| Land/RegionAuszeichnungen für Musikverkäufe (Land/Region, Auszeichnungen, Verkäufe, Quellen) | Silber     | Gold       | Platin       | Verkäufe  | Quellen                   |
| -------------------------------------------------------------------------------------------- | ---------- | ---------- | ------------ | --------- | ------------------------- |
| Australien (ARIA)                                                                            | —          | 3× Gold3   | —            | 105.000   | australian-charts.com     |
| Deutschland (BVMI)                                                                           | —          | Gold1      | —            | 250.000   | musikindustrie.de         |
| Finnland (IFPI)                                                                              | —          | —          | Platin1      | 63.815    | ifpi.fi                   |
| Frankreich (SNEP)                                                                            | Silber1    | —          | —            | 200.000   | infodisc.fr               |
| Hongkong (IFPI/HKRIA)                                                                        | —          | Gold1      | —            | 10.000    | ifpihk.org                |
| Neuseeland (RMNZ)                                                                            | —          | —          | Platin1      | 20.000    | aotearoamusiccharts.co.nz |
| Österreich (IFPI)                                                                            | —          | Gold1      | —            | 25.000    | ifpi.at                   |
| Schweiz (IFPI)                                                                               | —          | Gold1      | —            | 25.000    | hitparade.ch              |
| Spanien (Promusicae)                                                                         | —          | 2× Gold2   | —            | 100.000   | mediafire.com             |
| Vereinigtes Königreich (BPI)                                                                 | Silber1    | 3× Gold3   | 8× Platin8   | 4.350.000 | bpi.co.uk                 |
| Insgesamt                                                                                    | 2× Silber2 | 12× Gold12 | 10× Platin10 |           |                           |

## Filmografie (Auswahl)
- 1980: Pacific International Airport (Skyways, Fernsehserie, 2 Folgen)
- 1981: I Can Jump Puddles (Miniserie, 3 Folgen)
- 1985: Eine Handvoll Gold (Golden Pennies, Fernsehserie, 8 Folgen)
- 1986–1989, 2022: Nachbarn (Neighbours, Fernsehserie, 424 Folgen)
- 1989: The Heroes (Miniserie)
- 1990: Blutiger Schwur (Blood Oath)
- 1990: Shadows of the Heart (Miniserie)
- 1991: Joseph and the Amazing Technicolour Dreamcoat (Fernsehfilm)
- 1995: Zwei ungeschliffene Diamanten (Rough Diamonds)
- 1996: Sommergefühle (The Sun, the Moon and the Stars)
- 2000: Sorted
- 2002: Alone in the Dark (Evil Calls: The Raven)
- 2002–2003: Medical Defence Australia (MDA, Fernsehserie, 44 Folgen)
- 2003: Horseplay
- 2003: Ned
- 2008: Echo Beach (Fernsehserie, 12 Folgen)
- 2010: Konferenz der Tiere (Sprechrolle in englischer Fassung)
- 2012: Keith Lemon – Der Film (Keith Lemon: The Film)
- 2013: Jeff Wayne’s Musical Version of The War Of The Worlds: The New Generation – Alive on Stage!
- 2014: Boj (Fernsehserie, 9 Folgen)
- 2019: Dial M for Middlesbrough (Fernsehfilm)
- 2020–2021: Meet the Richardsons (Fernsehserie, 3 Folgen)